# Új tavasz
Az Új tavasz Az Idő Kereke sorozat prológusa, Robert Jordan amerikai író műve. 2004 januárjában jelent meg. Két évtizeddel a legelső regény előtt játszódik, 26 fejezetet és egy epilógust tartalmaz. Eredetileg csak mint egy novella jelent meg a "Legends: Short Novels by the Masters of Modern Fantasy" antológiában, 1998-ban, később azonban Jordan kibővítette és kiadta az idő Kereke-sorozatban, noha terjedelme a sorozat többi kötetéhez képest rövidnek mondható. Eredetileg egy előzménytrilógia része lett volna, de a nem túl pozitív fogadtatás miatt Jordan úgy döntött, a hiányzó másik két művet majd csak a rendes sorozat befejezése után írja meg. Ebben 2007-ben bekövetkezett halála megakadályozta őt, Brandon Sanderson pedig nem kívánja elkészíteni azokat. A műből nyolc fejezetes képregény is készült.
Később kiadásra került e-book formátumban is, melynek borítója a magyar kiadás alapja is lett, ezen Lan látható, ahogy Moirane Őrzőjévé válik.

## Cselekmény
|  | Alább a cselekmény részletei következnek! |

Húsz esztendővel járunk A világ szeme eseményei előtt. Az aiel háborúk utolsó napjai ezek, seregeik Tar Valon falainál vannak. A mű főhősei Moiraine Damodred és Siuan Sanche, két újonc aes sedai, akik próbatételük és beavatásuk előtt állnak. Ebből a műből derül ki, hogyan találkozott Moirane és Lan, és hogy lett az Őrzője.
Az aielek visszatérnek a pusztaságaikba, ezalatt a Fehér Toronyban a krónikák őre, Gitara pedig látomást lát arról, hogy a Sárkány újjászületett, és nyomban ezután szörnyethal. Moirane, Siuan, valamint Tamra, az Amyrlin Trón az egyedüliek, akik látják ezt a jövendölést, és szeretnék teljes titokban tartani. Az Amyrlin Trón megbízza őket azzal, hogy írják össze valamennyi gyermeket, aki Tar Valon és Sárkánybérc környezetében született a háború utolsó napjaiban, hivatalosan abból a célból, hogy megsegítsék őket, amiért túlélték a háborút. Így szeretné megtudni, ki a Sárkány, úgy, hogy a többi aes sedai ne tudjon róla.
Miután Moirane és Siuan is aes sedai-okká válnak, belekeverednek a Fehér Torony intrikáiba, amelyek elvonják figyelmüket a küldetésükről. Valaki megöli Tamrát és néhány nővérüket, aminek láthatóan az a célja, hogy nem szeretnék, hogy élve találják meg a fiút. Az új Amyrlin Trón, Sierin arra kéri Moirane-t, hogy maradjon Tar Valonban, mert őt akarják Caemlyn trónjára ültetni, ahonnan a családja származik. Moirane megszökik, és menekülése közben találkozik Lannel. Lan éppen arra készül, hogy seregeket gyűjtsön és bosszút álljon egykori királyságának, Malkiernek a bukásáért, amelynek ő lett volna a trónörököse. Malkieri menekültek még mindig hiszik, hogy a királyság feltámadhat, Lan első szerelme, Edeyn Arrel pedig Lan nevét felhasználva toboroz seregeket. Mivel Lan elfogadhatatlannak tartja, hogy önös célok érdekében használják fel az ő nevét, Kandorba megy, hogy elszámoltassa a nőt.
Kezdetben Moirane és Lan bizalmatlanok egymással szemben, végül azonban rájönnek, hogy sok közös van bennük, és mindkettejükre ugyanazok az ellenségek vadásznak. Kalandjaik végén eljutnak Chacin városába, ahol Moirane leleplezi a Fekete Ajah egyik tagját, Merean Redhillt. A titkos szekta valójában a Sötét Urat szolgálja és az a céljuk, hogy megakadályozzák a Sárkányt abban, hogy beteljesítse végzetét. Összecsapnak, melyben többen meghalnak, de végül legyőzik Mereant. Moirane meggyőzi Lant, hogy értelmetlen lenne harcba indulnia, és inkább megkéri, hogy mint az Őrzője, segítsen megmenteni az Újjászületett Sárkányt a Sötét Úr szolgáitól - ugyanaz az ellenség, de ezt a háborút lehetséges megnyerni.
|  | Itt a vége a cselekmény részletezésének! |

## Magyarul
- Új tavasz; ford. Körmendi Ágnes; Beholder, Bp., 2005 (Az idő kereke sorozat)